# Jean Nicolas (missionnaire)
Pour les articles homonymes, voir Jean Nicolas et Nicolas.
Compléments
Jean Nicolas donna le premier, en 1958, un témoignage de vie dans un goulag soviétique.
Jean Nicolas (en religion Judicaël Nicolas), né à Morlaix (France) le 2 novembre 1901 et décédé à Bordeaux (France) le 13 février 1984, est un prêtre assomptioniste français, missionnaire en Union soviétique.

## Biographie
Entré au noviciat de Louvain en 1919, Jean Nicolas y prend le nom de frère Judicaël ; après des études à Varna (Bulgarie), puis à l'abbaye de Brogne à Saint-Gérard (Belgique) et à Louvain, il est ordonné prêtre le 20 avril 1930 ; au cours de cette période il apprend la langue bulgare, ainsi que l’art de la mosaïque, de la miniature et de l'enluminure.
Il exerce son ministère en Roumanie de 1930 à 1943, puis est envoyé -  cette zone est occupée depuis 1941 par les armées de l’Allemagne nazie, de l'Italie et de la Roumanie qui ont rouvert certaines églises - à Odessa dans la paroisse Saint-Pierre, avec le père jésuite italien, Pietro Leoni ,.  
En 1944, en dépit de l'évacuation du clergé catholique à cause de la persécution antireligieuse communiste, il restera avec le P. Leoni à Odessa.
Arrêté par la police politique soviétique en avril 1945, il est transféré à la Loubianka. Le 13 septembre 1945, il est condamné pour « propagande anti-soviétique » à huit ans de travaux forcés (prison de Boutyrka, goulags de Karlag au Kazakhstan et Vorkouta). Libéré en 1953, il reste condamné à l'isolement à Vorkouta, Syktyvkar et Potma (ru). Grâce à des interventions diplomatiques, il est rentré en France le 22 juin 1954. 
En 1958, il publie un livre de souvenirs sur sa période de détention dans les goulags, Onze ans au paradis, considéré comme « un des premiers livres sur les camps de la mort en URSS ». L’Académie française lui décerne le prix Paul-Teissonnière en 1959 pour cet ouvrage.